# Вигів (зупинний пункт)
Ви́гів — пасажирський залізничний зупинний пункт Коростенської дирекції Південно-Західної залізниці розташований на одноколійній електрифікованій змінним струмом лінії Коростень — Звягель I.
Розташований у селі Вигів Коростенського району Житомирської області між станціями Обвідний (5 км) та Гранітний (8 км).
На зупинному пункті зупиняються приміські поїзди..